# Wasyl Łypkiwski
Wasyl Kostiantynowycz Łypkiwski (ur. 7 marca?/19 marca 1864 w Popudni, zm. 27 listopada 1937 w Kijowie) – ukraiński duchowny prawosławny, działacz narodowy i oświatowy, współtwórca Ukraińskiego Autokefalicznego Kościoła Prawosławnego, autor tłumaczeń tekstów liturgicznych na język ukraiński. W latach 1921–1927 zwierzchnik Ukraińskiego Autokefalicznego Kościoła Prawosławnego z tytułem metropolity kijowskiego i całej Ukrainy. Aresztowany i stracony na fali represji wymierzonych w duchowieństwo prawosławne podczas wielkiego terroru w ZSRR.   

## Życiorys

### Służba kapłańska w Imperium Rosyjskim
Był synem kapłana prawosławnego. Ukończył szkołę duchowną w Humaniu, następnie seminarium duchowne w Kijowie (1879) i Kijowską Akademię Duchowną (1884). W 1889 r. otrzymał tytuł kandydata nauk teologicznych na podstawie pracy poświęconej Machabeuszom i ich znaczeniu w historii narodu żydowskiego. Od tego samego roku pracował jako katecheta szkół męskich w Szpole. W latach 1890–1891 był natomiast katechetą w dwuletniej męskiej szkole miejskiej, a następnie w progimnazjum w Czerkasach. 20 października 1891 r. przyjął święcenia kapłańskie. Do lutego 1892 r. służył w soborze w Czerkasach, następnie został proboszczem parafii przy soborze w Lipowcu, a następnie również dziekanem miejscowego dekanatu. Od sierpnia 1896 r. był również rejonowym inspektorem szkół cerkiewno-parafialnych. Utworzył na terenie dekanatu kilka nowych szkół tego typu, a także szkołę dla dziewcząt i szkołę w Troszczy, gdzie kształcili się przyszli nauczyciele szkół parafialnych. Pisał szkice z zakresu historii lokalnej, opisywał miejscowe zwyczaje ludowe, historie bractw cerkiewnych, dzieje wprowadzenia unii brzeskiej i ponownego zaprowadzenia prawosławia w regionie. 
W 1903 r. Komitet Szkolny przy Świątobliwym Synodzie Rządzącym powierzył mu stanowisko dyrektora szkoły nauczycieli szkół cerkiewnych w Kijowie. W marcu 1905 r. został zwolniony ze stanowiska na wniosek metropolity kijowskiego i halickiego Flawiana, który był niezadowolony z faktu, że ks. Łypkiwski popierał ukraiński ruch narodowy. Duchowny został proboszczem parafii Opieki Matki Bożej w kijowskiej dzielnicy Sołomianka. 
W dniach 10–18 października 1905 r. przewodniczył zjazdowi duchowieństwa eparchii kijowskiej, podczas którego duchowni wysunęli postulaty ożywienia życia parafialnego, przywrócenia dawnych lokalnych ukraińskich tradycji cerkiewnych, demokratyzacji Cerkwi. W kolejnych latach nadal zajmował się pracą pedagogiczną i publicystyczną, publikując artykuły o tematyce cerkiewnej i społecznej.    

### Powstanie autokefalicznej Cerkwi ukraińskiej. Metropolita kijowski (1921–1927)
Po rewolucji lutowej 1917 r. włączył się w ruch duchowieństwa i świeckich na rzecz utworzenia niezależnej Cerkwi prawosławnej na Ukrainie. Biskupi eparchii na ziemiach ukraińskich w większości byli niechętni rewolucji, obaleniu monarchii i oddzieleniu się Cerkwi ukraińskiej od Rosyjskiej Cerkwi Prawosławnej, ale wśród duchowieństwa parafialnego poglądy proukraińskie i dążenie do odtworzenia metropolii kijowskiej w jej XVII-wiecznym kształcie były popularne. Podczas zjazdu duchowieństwa i świeckich eparchii 12 kwietnia 1917 r. przyjęta została uchwała o potrzebne utworzenia Kościoła Ukraińskiego niezależnego od Świątobliwego Synodu Rządzącego. Omawiano również kwestie obsadzania stanowisk duchownych w drodze elekcji. Wystąpienie ks. Wasyla Łypkowskiego podczas zjazdu należało do najbardziej radykalnych. Duchowny wzywał do radykalnej demokratyzacji życia cerkiewnego i oceniał, że możliwa jest zarówno autonomia Ukrainy, jak i powstanie samodzielnej Cerkwi ukraińskiej. Wasyl Łypkiwski wszedł do Powszechnej Ukraińskiej Rady Cerkiewnej, która miała za zadanie przygotować wszechukraiński sobór duchowieństwa i świeckich i zdecydować o utworzeniu autokefalicznego Kościoła.  
Na początku 1919 r. na ziemie ukraińskie wkroczyła Armia Czerwona, odnosząc w pierwszych tygodniach zwycięstwa nad wojskami Ukraińskiej Republiki Ludowej i wkraczając na początku lutego do Kijowa. Na terenach opanowywanych przez bolszewików ogłaszano oddzielenie Kościoła od państwa. W tych warunkach Powszechna Ukraińska Rada Cerkiewna ogłosiła ukrainizację parafii w Kijowie. Wasyl Łypkiwski brał osobisty udział w tworzeniu pierwszych ukraińskich wspólnot przy soborze św. Mikołaja w dzielnicy Peczersk, cerkwi św. Andrzeja, cerkwi św. Eliasza oraz soborze Mądrości Bożej. 3 sierpnia 1919 r. został również wybrany na proboszcza parafii przy soborze Mądrości Bożej. Ukraińskie teksty liturgiczne, jakie weszły do użytku, były jego autorstwa. Osobiście służył pierwszą liturgię w całości w języku ukraińskim, 22 maja 1919 r. w soborze św. Mikołaja w Kijowie. Za te działania został przez Rosyjski Kościół Prawosławny wykluczony ze stanu duchownego. Powszechna Ukraińska Rada Cerkiewna nie uznała tej decyzji. W sierpniu 1919 r., gdy wojska Ukraińskiej Republiki Ludowej ponownie zajęły Kijów, wzywał do obrony ukraińskiej ojczyzny.  
W październiku 1921 r. z przyzwolenia władzy radzieckiej w Kijowie odbył się kolejny zjazd duchowieństwa i świeckich, który ogłosił powstanie Ukraińskiego Autokefalicznego Kościoła Prawosławnego. Sobór postanowił zorganizować nową Cerkiew w oparciu o ukraińskie tradycje prawosławne, wprowadzić do nabożeństw język ukraiński, wybrać metropolitę kijowskiego narodowości ukraińskiej i biskupów-Ukraińców. Na metropolitę obrano ks. Wasyla Łypkowskiego. Został on wybrany i wyświęcony na ten urząd przez obecnych na zjeździe kapłanów, bez udziału żadnego biskupa i bez składania ślubów mniszych, w sposób niezgodny z prawosławnymi kanonami, chociaż uczestnicy soboru przekonywali, że podobny ryt istniał w Patriarchacie Aleksandrii. Wcześniej udzielenia Łypkowskiemu chirotonii biskupiej odmówił egzarcha ukraiński Patriarchatu Moskiewskiego, metropolita Michał. Autokefalia Kościoła Ukraińskiego i godność metropolity kijowskiego nadana ks. Łypkowskiemu nie zostały uznane przez żaden kanoniczny Kościół prawosławny. Władze radzieckie pozwoliły na powstanie Ukraińskiej Autokefalicznej Cerkwi Prawosławnej, ale ograniczały aktywność jego zwierzchnika. W 1925 r. nakazały mu pozostawanie w Kijowie, kilkakrotnie był on również aresztowany, trzy miesiące spędził w areszcie GPU w Charkowie. 
W październiku 1927 r. pod bezpośrednim naciskiem GPU II Wszechukraiński Sobór Ukraińskiej Autokefalicznej Cerkwi Prawosławnej usunął Wasyla Łypkowskiego z urzędu metropolity kijowskiego. Na sobór metropolita przybył bezpośrednio z więzienia GPU w Charkowie, a delegatom postawiono ultimatum: jeśli nie wybiorą innego metropolity, sobór zostanie rozpędzony, a Wasył Łypkiwski zesłany do Kraju Narymskiego. Następcą Wasyla Łypkowskiego został Mykoła Borećki.

### Działania władz radzieckich przeciwko Cerkwi Autokefalicznej. Ostatnie lata
W styczniu 1930 r. również pod naciskiem GPU, Kościół podjął decyzję o samolikwidacji. Ogłosił również wymuszoną samokrytykę, określając się mianem organizacji kontrrewolucyjnej, z działaczami nacjonalistycznymi na najważniejszych stanowiskach. Cerkiew „przyznała się” ponadto do współdziałania ze Związkiem Wyzwolenia Ukrainy, fikcyjną ukraińską organizacją antyradziecką, a w rzeczywistości mistyfikacją radzieckich służb specjalnych. Duchowni Kościoła mieli nadal służyć w parafiach, jednak w rzeczywistości krótko po zjeździe zaczęły się ich aresztowania. W grudniu 1930 r. z inspiracji władz odbył się zjazd duchowieństwa, który potępił działalność Cerkwi Autokefalicznej, a następnie ogłosił powstanie Ukraińskiego Kościoła Prawosławnego. Zgadzając się na ten zjazd, władze radzieckie zamierzały dowieść na świecie, że w ZSRR panuje wolność religijna. Wasyl Łypkiwski pisał we wspomnieniach, że stało się to również dlatego, że po samolikwidacji Cerkwi Autokefalicznej jej parafie pozostały bez kontroli państwowej, a ich inwigilacja stała się trudniejsza. Ukraiński Kościół Prawosławny działał do 1936 r. W ciągu następnych dwóch lat, w czasie wielkiej czystki i nowej kampanii antyreligijnej w ZSRR, aresztowano większość byłych biskupów Cerkwi Autokefalicznej. W tym samym czasie władze zamknęły na Ukrainie również niemal wszystkie parafie uznające zwierzchnictwo Patriarchatu Moskiewskiego, a biskupów Egzarchatu Ukraińskiego Patriarchatu Moskiewskiego spotkał podobny los, co hierarchów Cerkwi Autokefalicznej. 
Wasyl Łypkiwski, który po odejściu z urzędu służył ponownie w cerkwi na Sołomiance, został zatrzymany 22 października 1937 r. Oskarżony o kierowanie „nacjonalistyczną faszystowską organizacją”, która miała na celu „oderwanie Ukrainy od ZSRR i stworzenie samodzielnego państwa typu faszystowskiego”, został 20 listopada skazany na śmierć i siedem dni później stracony. Miejsce jego pochówku nie jest znane. Symboliczny nagrobek duchownego znajduje się na Cmentarzu Łukianowskim w Kijowie. 
W 1989 r. został całkowicie zrehabilitowany. W 1997 r. Ukraiński Autokefaliczny Kościół Prawosławny ogłosił go świętym.   

## Upamiętnienie
W końcu lat 90. na budynku cerkwi Opieki Matki Bożej w Kijowie, z którą duchowny był związany przez kilkanaście lat, zawieszono tablicę jego pamięci.
Pomniki Wasyla Łypkowskiego znajdują się w Tarnopolu przy cerkwi Narodzenia Pańskiego (wzniesiony w 2000) i na cmentarzu przy cerkwi św. Andrzeja w Bound Brook w Stanach Zjednoczonych (powstał w 1982).